# 김홍용
김홍용(金洪鏞, 1902년 10월 3일 ~ 1950년 8월 15일)은 대한민국의 정치인이다. 제2대 국회의원을 지냈다. 본관은 김해이다. 일본 와세다 대학 정경학부에서 학사 학위 취득하고, 면장을 역임하다가 제2대 국회의원에 당선되었으나 얼마 뒤 사망했다. 종교는 천주교이다. 동생인 김문용이 보궐선거에서 당선되어 그의 지역구를 이어받았다.

## 가족 관계
- 아버지: 김재희(전남 담양군 창평면의 천석꾼)
- 남매: 김삼순(金三純, 1909년 2월 3일 - 2001년 12월 11일) 균학자
- 남매: 김사순
- 외조카: 이회창
- 형제: 김문용(金汶鏞, 1916년 6월 23일 담양 - 1995년 2월 7일, 제2대 국회의원)
- 형제: 김성용(金星鏞, 1918년 1월 9일 - 1999년 1월 7일, 제6대, 제7대, 제9대 국회의원)

## 역대 선거 결과
| 실시년도 | 선거   | 대수 | 직책     | 선거구      | 정당   | 득표수  | 득표율          | 순위 | 당락 | 비고 |
| -------- | ------ | ---- | -------- | ----------- | ------ | ------- | --------------- | ---- | ---- | ---- |
| 1950년   | 총선   | 2대  | 국회의원 | 전남 담양군 | 무소속 | 8,982표 | \| \| 24.16% \| | 1위  |      | 초선 |
|          | 24.16% |      |          |             |        |         |                 |      |      |      |

## 참고자료
- 김홍용 - 대한민국헌정회
- <이회창 누구인가… ⑵ 친인척> 政·官·財·법조계 망라 [국민일보] 2002-05-09